# Dorymyrmex paiute
Dorymyrmex paiute é uma espécie de formiga do gênero Dorymyrmex.